# Denzel Andersson
Denzel Andersson (Sundsvall, 21 settembre 1996) è un cestista svedese.

## Carriera
Figlio di Jay, campione NBA 1976, e dell'allenatrice Kristina, inizia la carriera giovanile ai Sundsvall Dragons prima di trasferirsi al BG Luleå BK prima dell'approdo al Basketball Club Luleå.

## Palmarès

### Club
- Campionato svedese: 1

Luleå: 2016-17
- Campionato polacco: 1

Stal Ostrów: 2020-21
- Coppa di Svezia: 1

Luleå: 2020
- Coppa di Polonia: 1

Stal Ostrów: 2022

### Individuali
- Miglior ala campionato svedese: 1

2019-20
- Miglior difensore campionato svedese: 1

2019-20